# Теодора Комнина (сестра на Алексий I Комнин)
Вижте пояснителната страница за други личности с името Теодора Комнина.
Теодора Комнина (ум. след 1094 г.) е византийска аристократка – сестра на император Алексий I Комнин.
Теодора е най-малката от трите дъщери на Йоан Комнин и на Анна Даласина. Тя е племенница на византийския император Исак I Комнин, който е брат на баща ѝ. Освен това Теодора е и сестра на император Алексий I Комнин, който се възкачва на престола през 1081 г.
Около 1068 – 1071 г. Теодора Комнина е омъжена за Константин Диоген – син на император Роман IV Диоген от първия му брак с Анна Алусиан, внучка на българския цар Иван Владислав. Според хрониката на Никифор Вриений, този брак се състоял малко след смъртта на баща ѝ Йоан. Вероятно бракът на Теодора и сина на император Роман IV Диоген е уреден от изключително амбициозната ѝ майка Анна, която се опитва да запази близки отношения с императорското семейство и чрез политически машинации да осигури престола за сина си Алексий.
Теодора надживява съпруга си, който е убит в битка срещу селджуците край Антиохия през 1074 г. В „Алексиада“ Анна Комнина я нарича „Теодора, сестрата на императора.....вдовицата на убития син на Диоген“, когато описва реакцията на леля си към един самозванец, представящ се за убития ѝ съпруг.
Теодора Комнина завършва живота си като монахиня под монашеското име Ксения.
От брака на Теодора Комнина и Константин Диоген се ражда една дъщеря – Анна Диогениса, която около 1094 г. е омъжена за рашкия жупан Урош I. Посредством тази брачна връзка и всички последващи я сродявания, всички династии, управлявали в Търново, носят в кръвта си тази на Аароновия клон на Комитопулите, т.е. българска, тъй като съгласно Битолския надпис Иван Владислав е цар на България и „българин по род“.